# Mercedes-Benz Sprinter
Mercedes-Benz Sprinter – samochód dostawczy klasy wyższej i lekki samochód ciężarowy o DMC do 8,75 tony produkowany pod niemiecką marką Mercedes-Benz od 1995 roku. Od 2018 roku produkowana jest trzecia generacja modelu.

## Pierwsza generacja

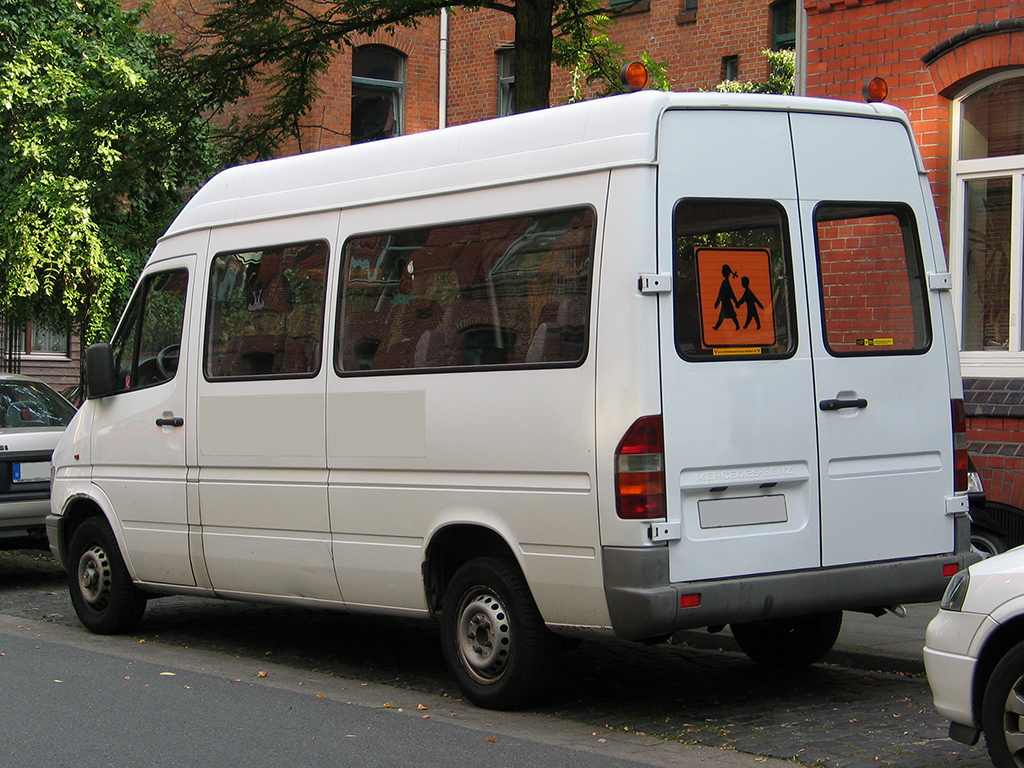
Mercedes-Benz Sprinter I – tył

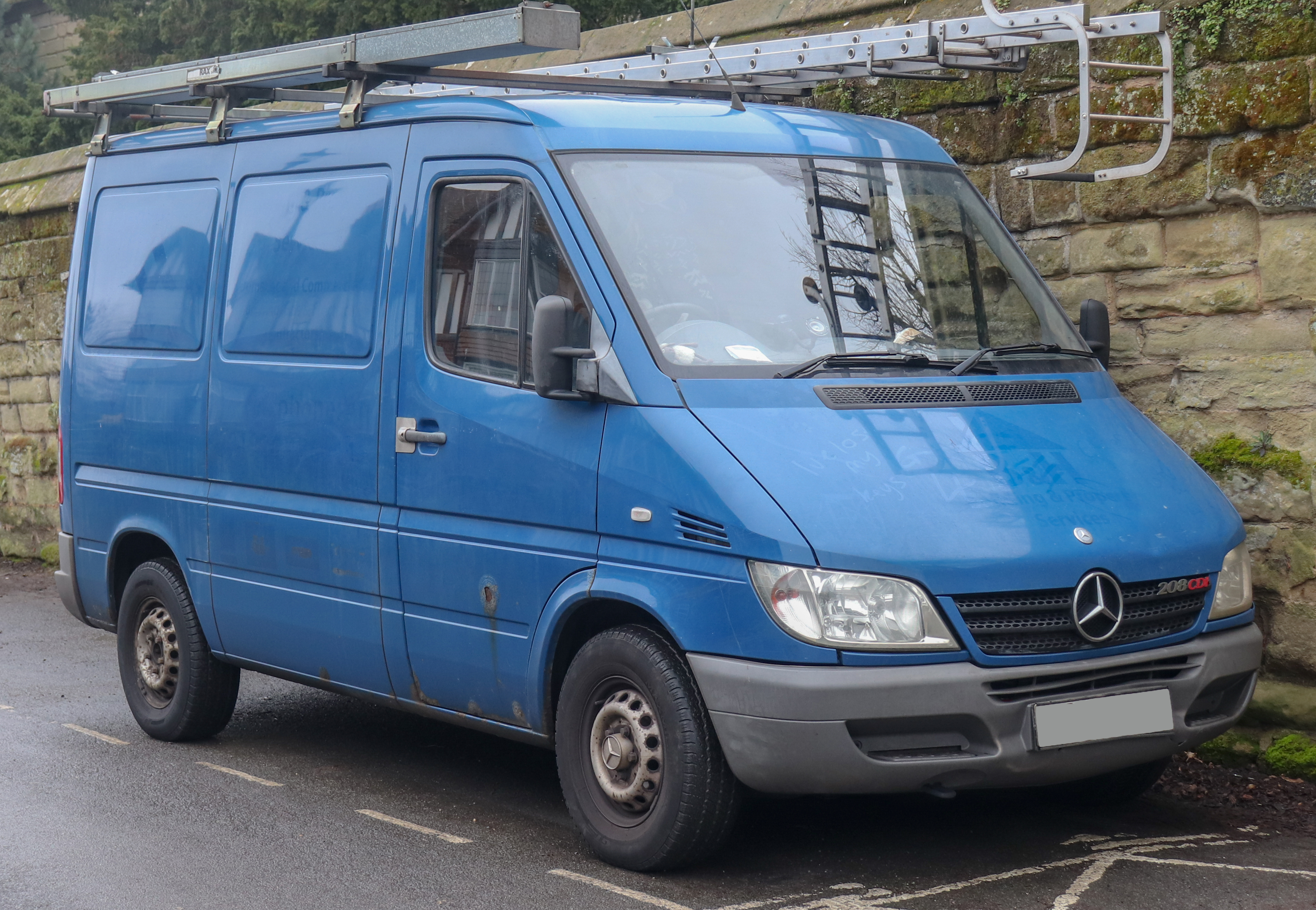
Mercedes-Benz Sprinter I po liftingu

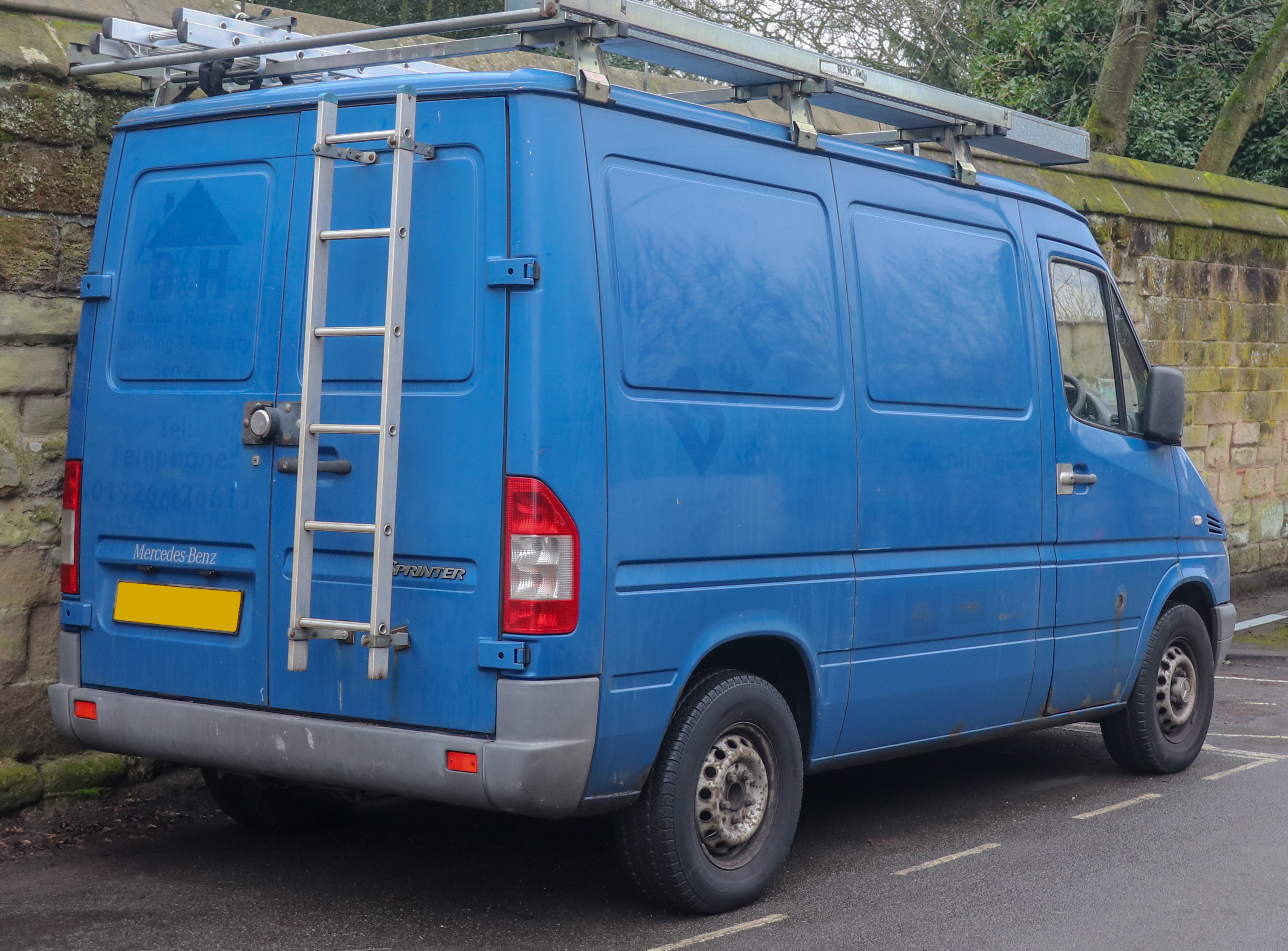
Mercedes-Benz Sprinter I – tył po liftingu

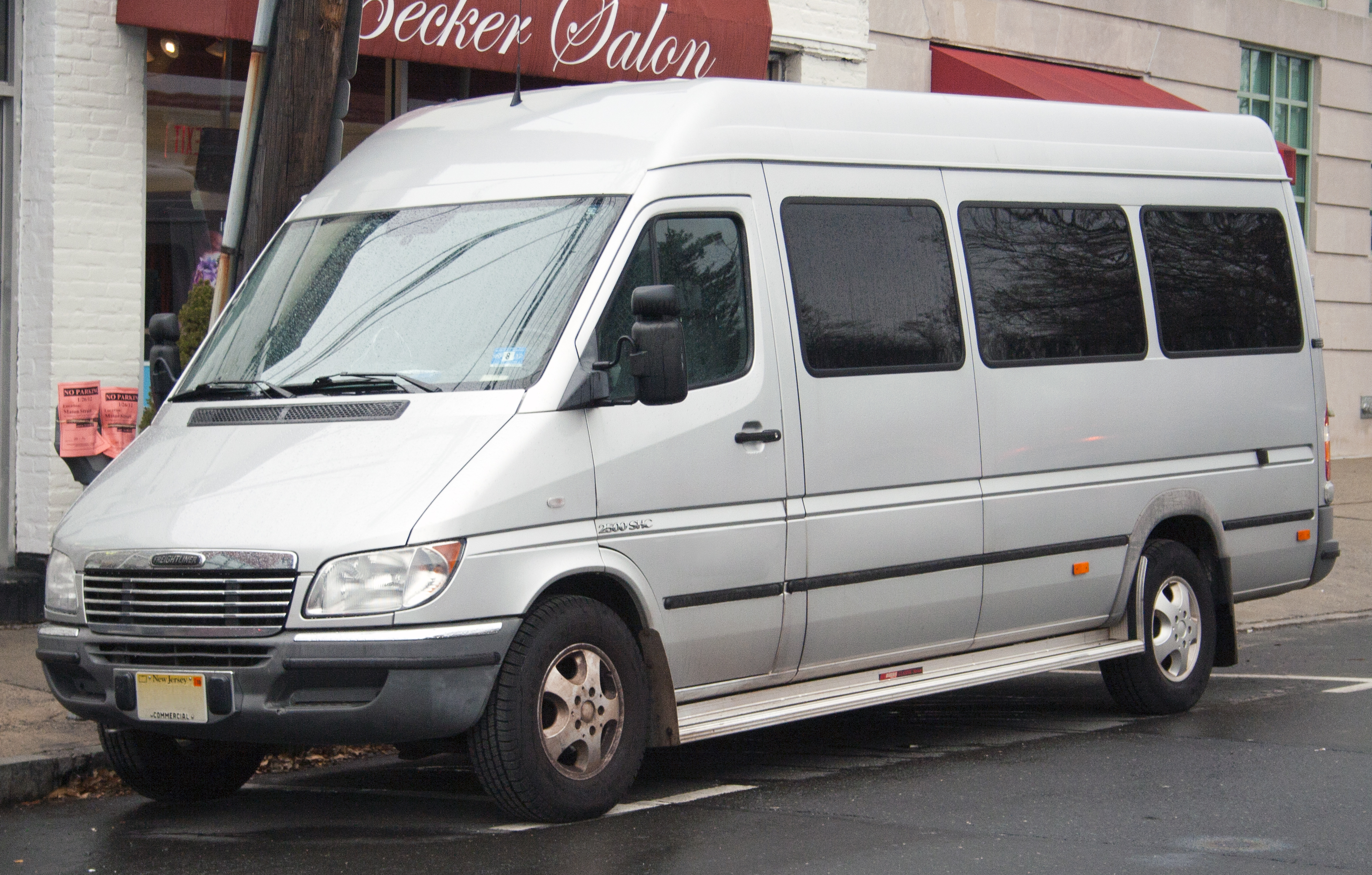
amerykański Freightliner Sprinter I

Mercedes-Benz Sprinter I został zaprezentowany po raz pierwszy w 1995 roku.
Jest to pierwszy samochód dostawczy firmy Mercedes-Benz, który otrzymał nazwę własną, w przeciwieństwie do jego poprzednika T1, noszącego wyłącznie tradycyjne oznaczenia liczbowe, oznaczające (w przybliżeniu) masę całkowitą (zaokrąglaną z niedomiarem, np. 3,5 - tonowy jako 3XX D) oraz moc silnika w KM.
Premiera i wdrożenie na europejski i światowy rynek nastąpiły w 1995 roku równocześnie z powołaniem do życia Mercedes-Benz Vans, oddzielnej jednostki organizacyjnej koncernu, zaangażowanej w produkcję pojazdów dostawczych.
Sprinter z 1995 roku wyróżniał się sylwetką klasycznego samochodu dostawczego, jaka stała się popularna szczególnie po wprowadzeniu w 1986 roku Forda Transita z opływową przednią częścią, w której całkowicie mieści się silnik – starzejący się na początku lat dziewięćdziesiątych, a przez to tracący swą pozycję rynkową Mercedes-Benz T1 miał silnik częściowo w kabinie, co skutkowało hałasem, a jego przód składał się z krótkiej, kanciastej maski, zapewniającej ograniczony dostęp do silnika i, wraz z całą powierzchnią czołową, zwiększone zużycie paliwa.
Od początku istnienia modelu oferta obejmowała 3 rozstawy osi, dwie wysokości dachu w furgonach, dwie długości kabin w podwoziach (podwójna mieściła 7 osób) oraz wersje kombi mieszczące do 9 osób z kierowcą. Takie same co do rozmiarów wersje nadwozia posiadał też Volkswagen LT.
Dostępne przeszklone furgony wykorzystywane były do zabudowy autobusów, mieszczących 13, 16 lub 19 osób. Deska rozdzielcza posiadała cyfrowy licznik kilometrów w dolnej części prędkościomierza. Po jego prawej stronie zlokalizowano analogowy zegar; za dopłatą montowano w jego miejscu obrotomierz ze zintegrowanym mniejszym zegarem. Przewidziano już manualną klimatyzację, a także poduszkę powietrzną dla kierowcy.
W 1995 roku pojawił się też samochód kempingowy Sprinter James Cook, posiadający toaletę, dużą kuchnię oraz 4 miejsca do spania. Rok 1998 przyniósł wersję 4X4, dostępną jednak tylko do modeli od 3,5 t, także jako James Cook.
Sprintera 1. generacji napędzał jeden z dwóch silników wysokoprężnych. Pierwszy z nich, wolnossący, opierał się jeszcze na konstrukcji, wprowadzonej w 1989 roku w modelu T1 i osiągał 78 KM z pojemności 2,3 l. Znanego 
z Klasy E oraz Klasy G 2,9 - litrowego turbodiesla regulowano na dwie moce: 102 oraz 122 KM; słabszą wersję wprowadzono w 1996 roku. Poza nimi dostępny był także 2,3-litrowy silnik benzynowy o mocy 143 KM. Każda z jednostek była dostępna także z automatyczną skrzynią biegów. Wszystkie koła wyposażono w hamulce tarczowe. Na wielu rynkach standardem był ABS oraz ASR.
Sprintera sprzedawano w 5 wersjach, zróżnicowanych pod względem ładowności. Oznaczenie wewnętrzne typoszeregu W901 oznacza wersję o dopuszczalnej masie całkowitej 2,59 t, W902 — 2,8 t, W903 — 3,5 t, zaś W904 — 4,6 t z bliźniaczym ogumieniem tylnej osi, dostępną tylko dla dwóch większych rozstawów osi.
Z kolei najdłuższe samochody nie mogły mieć dopuszczalną masę całkowitą 2,59 lub 2,8 t. 3,5-tonowego Sprintera można było zamówić w wersji o dopuszczalnej masie całkowitej obniżonej do 3,2 t. (także z najdłuższym rozstawem osi) oraz podwyższonej do 3880 kg. Tę ostatnią często wykorzystywały firmy, zabudowujące autobusy powyżej 16 miejsc siedzących.
Mercedes-Benz Sprinter zdobył nagrodę Samochodu Dostawczego Roku 1995.

### Lifting
Wprowadzone na początku 2000 r. zmiany w wyglądzie zewnętrznym dotyczyły przede wszystkim przedniej części: znak gwiazdy „wcinający się” w maskę, nowe reflektory z gładkim szkłem, otwory wlotu powietrza turbosprężarki w okolicy prawego bocznego kierunkowskazu. W kabinie istotne było przeniesienie dźwigni zmiany biegów na środkową konsolę, a także przeprojektowanie deski rozdzielczej. Na liście opcji pojawiła się poduszka powietrzna dla pasażera, później także poduszki nadokienne (Windowbag), czyli kurtyny powietrzne (dostępne od marca 2001 r.). Nowa deska rozdzielcza miała już seryjny obrotomierz oraz cyfrowy zegar.
Najistotniejsze zmiany dotyczyły jednak silników. Niezmieniona pozostała tylko jednostka benzynowa. Diesle stosowane w poprzednich modelach zostały wycofane, natomiast ich miejsce zajęły silniki CDI, montowane od 1998 r. w osobowych Mercedesach. Stosowany do dziś 4-cylindrowy motor o pojemności 2148 cm³ występował w trzech wersjach mocy: 82, 109 i 129 KM. Silnik 5-cylindrowy 2,7 CDI rozwijał 156 KM, istotny był także jego moment obrotowy, wynoszący 330 Nm. Dzięki układowi Assyst, oceniającemu jakość oleju, przebiegi międzyobsługowe sięgały 40 000 km. Nowa skrzynia biegów Sprintshift, w przeciwieństwie do większości automatycznych konstrukcji, powodowała zmniejszenie zużycia paliwa i była dostępna także w wersjach 4X4. Poza nią ciągle dostępny był klasyczny „automat”.
W 2001 r. pojawił się 6 - tonowy Sprinter (rzeczywista DMC 5990 kg) o oznaczeniu W905, dostępny wyłącznie ze średnim lub długim rozstawem osi jako podwozie pod zabudowę, także z podwójną kabiną. Występował tylko z najmocniejszym silnikiem (jako 616 CDI). Pozwalał głównie na tworzenie platform pomocy drogowej, zdolnych do przewozu blisko 3 - tonowych pojazdów, wywrotek o większej ładowności, niż model o DMC 4600 kg, a także zabudów specjalnych, w wersji 4X4 również dla wojska. Można go było także zamówić w wersji 5 - tonowej (o obniżonej ładowności, nie noszącej jednak oznaczenia 516 CDI). W tym samym roku można było nabyć Sprintera na rynku amerykańskim pod marką Freightliner; później (w 2003 r.) pojawił się także Dodge Sprinter.

### Drugi lifting
Najbardziej zauważalną zmianą, wprowadzoną w końcu 2002 roku jest osłona silnika okrągłymi otworami oraz ramką w kolorze nadwozia. Poza tym zastosowano przezroczyste klosze lamp tylnych kierunkowskazów.
Rok 2003 przyniósł opcyjny system ESP, zaprezentowany w tym samochodzie dostawczym już na wystawie IAA 2002, którego skuteczność ograniczało jedynie skalibrowanie do określonej masy, rozstawu osi oraz wysokości dachu pojazdu, w którym był zamontowany. Sprinter pozostawał jednak pierwszym samochodem dostawczym, w którym ten system się pojawił (w tym samym roku wprowadzono go seryjnie do nowego Mercedesa Vito).
Na Salonie Pojazdów Użytkowych IAA Hanower 2004 zaprezentowano hybrydowego Sprintera w dwóch wersjach. Model 311 CDI miał automatyczną skrzynię biegów, a 109-konny silnik Diesla uzupełniał elektryczny o mocy 70kW. Dodatkowa masa podzespołów tej wersji, z bateriami NiMH wynosiła 350 kg; w przypadku zastosowania baterii litowo-jonowych 160 kg.
Wersja bez możliwości ładowania baterii z zewnątrz miała 30-kilowatowy silnik elektryczny; dodatkowa masa układu wynosiła jedynie 100kg, jednak zasięg zmalał do maks. 4 km. Hybrydowy Sprinter z silnikiem wysokoprężnym trafił do Kansas City, wersja benzynowa została przeznaczona na rynek Kalifornii, gdzie ogranicza się stosowanie diesli.
W sumie wyprodukowano ponad 1,3 miliona Sprinterów 1. generacji w zakładach w Düsseldorfie, González Catán (w aglomeracji Buenos Aires), a także w montowniach w Chinach (Fuzhou) i Wietnamie – Ho Chi Minh.

### Sprinter Classic
Produkcja została wznowiona w Rosji, w Jarosławiu nad Wołgą, pod nazwą  Sprinter Classic. Powstający we współpracy z rosyjskim GAZ-em pojazd to pierwsza, poliftingowa generacja dostawczego Mercedesa, mająca być w Rosji świetną alternatywą dla najnowszego wydania, niestety zbyt drogiego jak na tamtejsze warunki. Tańszym, a jednocześnie mniej skomplikowanym pojazdem Mercedes chce podbić rosyjski rynek aut dostawczych.  Maszyna dostępna w dwóch wersjach nadwoziowych – jako blaszany furgon z dwoma rozstawami osi (3550 oraz 4025 mm) lub w wydaniu osobowym przystosowanym do przewozu od 16 do 20 osób. Niezależnie od nadwozia, pod maską pojazdu może pracować wyłącznie 109-konny diesel o oznaczeniu 311CDI. Co ważne, każdy egzemplarz niemiecko-rosyjskiego dostawczaka ma na pokładzie standardowy system ESP, natomiast wyposażenie opcjonalne można dokupować w kilku pakietach.

### Dane techniczne
| Rozstaw osi | Objętość ładowni (z dachem wysokim) | Długość ładowni | Długość pojazdu | Średnica zawracania |
| ----------- | ----------------------------------- | --------------- | --------------- | ------------------- |
| 3000 mm     | 7 m³ (8,1 m³)                       | 2515 mm         | 4890 mm         | 11,2 m              |
| 3550 mm     | 9,1 m³ (10,4 m³)                    | 3265 mm         | 5640 mm         | 12,8 m              |
| 4025 mm     | (13,4 m³)                           | 4215 mm         | 6590 mm         | 14,3 m              |

Szerokość pojazdu bez lusterek wynosi 1933 mm, wysokość bez obciążenia 2365 mm (2590 mm z dachem wysokim), wysokość wnętrza ładowni 1630 mm (1860 mm).
| Silnik                 | Pojemność | Moc maksymalna  | Maks. moment obrotowy |
| ---------------------- | --------- | --------------- | --------------------- |
| OM 601: 208D 308D 408D | 2299 cm³  | 79 KM (58 kW)   | 152 Nm                |
| OM 602: 210D 310D 410D | 2874 cm³  | 102 KM (75 kW)  | 220 Nm                |
| OM 602: 212D 312D 412D | 2874 cm³  | 122 KM (90 kW)  | 280 Nm                |
| M 111: 214 314 414     | 2295 cm³  | 143 KM (105 kW) | 215 Nm                |

| Silnik: układ i liczba cylindrów; oznaczenie wewn. MB i modeli | Pojemność skokowa | Moc maksymalna                     | Maks. moment obrotowy            | Średnie zużycie paliwa dla modelu o DMC 3,5 t |
| -------------------------------------------------------------- | ----------------- | ---------------------------------- | -------------------------------- | --------------------------------------------- |
| 2.2 CDI R4 OM 611: 208 CDI 308 CDI 408 CDI                     | 2148 cm³          | 82 KM (60 kW) przy 3800 obr./min   | 200 Nm przy 1400 - 2600 obr./min | 9,6 l/100 km                                  |
| 2.2 CDI R4 OM 611: 211 CDI 311 CDI 411 CDI                     | 2148 cm³          | 109 KM (80 kW) przy 3800 obr./min  | 270 Nm przy 1400 - 2400 obr./min | 8,6 l/100 km                                  |
| 2.2 CDI R4 OM 611: 213 CDI 313 CDI 413 CDI                     | 2148 cm³          | 129 KM (95 kW) przy 3800 obr./min  | 300 Nm przy 1600 - 2600 obr./min | 8,1 l/100 km                                  |
| 2.7 CDI R5 OM 612: 216 CDI 316 CDI 416 CDI 616 CDI             | 2685 cm³          | 156 KM (115 kW) przy 3800 obr./min | 330 Nm przy 1400 - 2400 obr./min | 8,7 l/100 km                                  |
| 2.3 R4 M 111: 214 314 414                                      | 2295 cm³          | 143 KM (105 kW) przy 5000 obr./min | 215 Nm przy 3200 - 4700 obr./min | 12,6 l/100 km                                 |

Średnica cylindra silników CDI wynosi 88 mm, skok tłoka 88,4 mm; silnik 2.7 CDI powstał przez dodanie jednego cylindra.

## Druga generacja

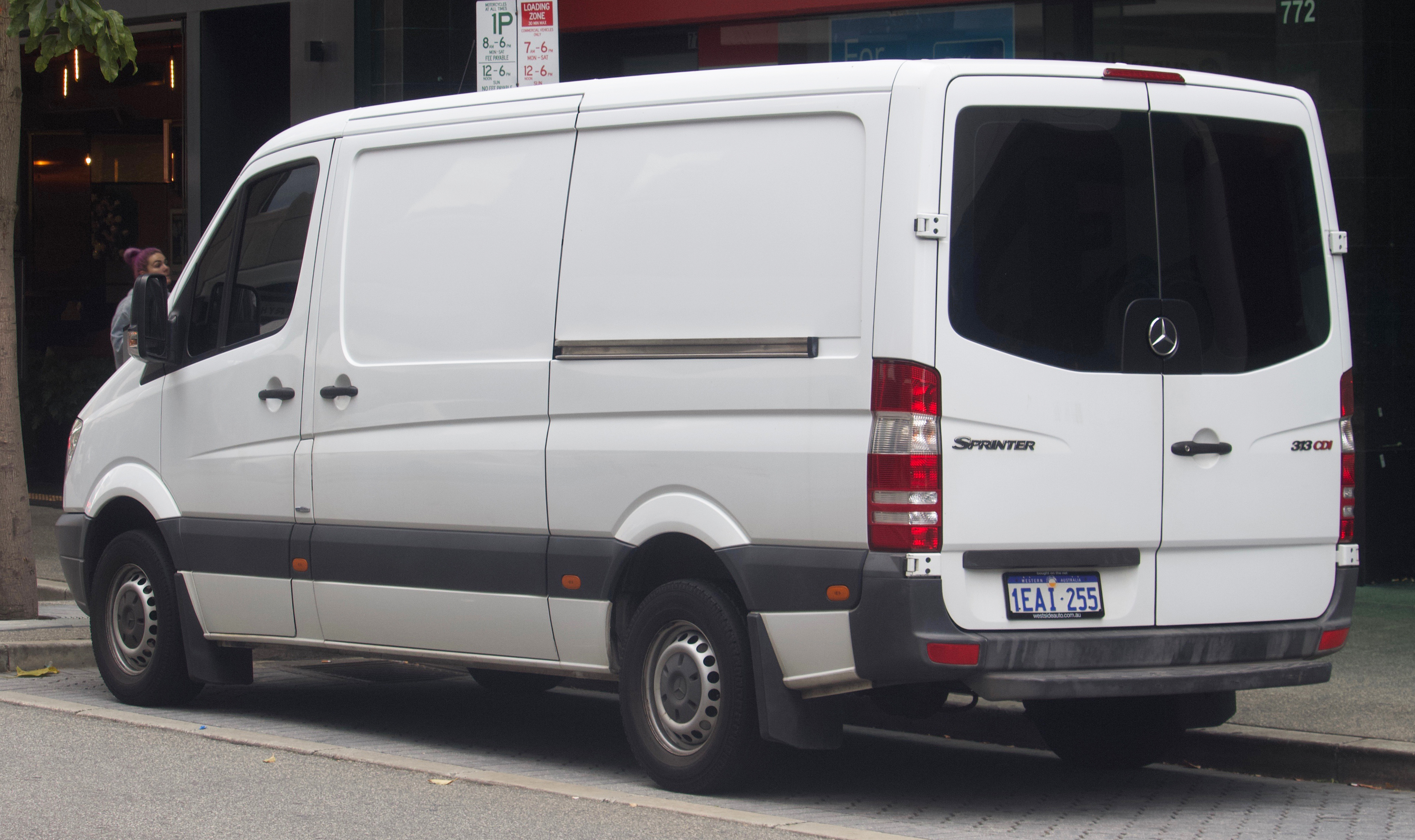
Mercedes-Benz Sprinter II – tył

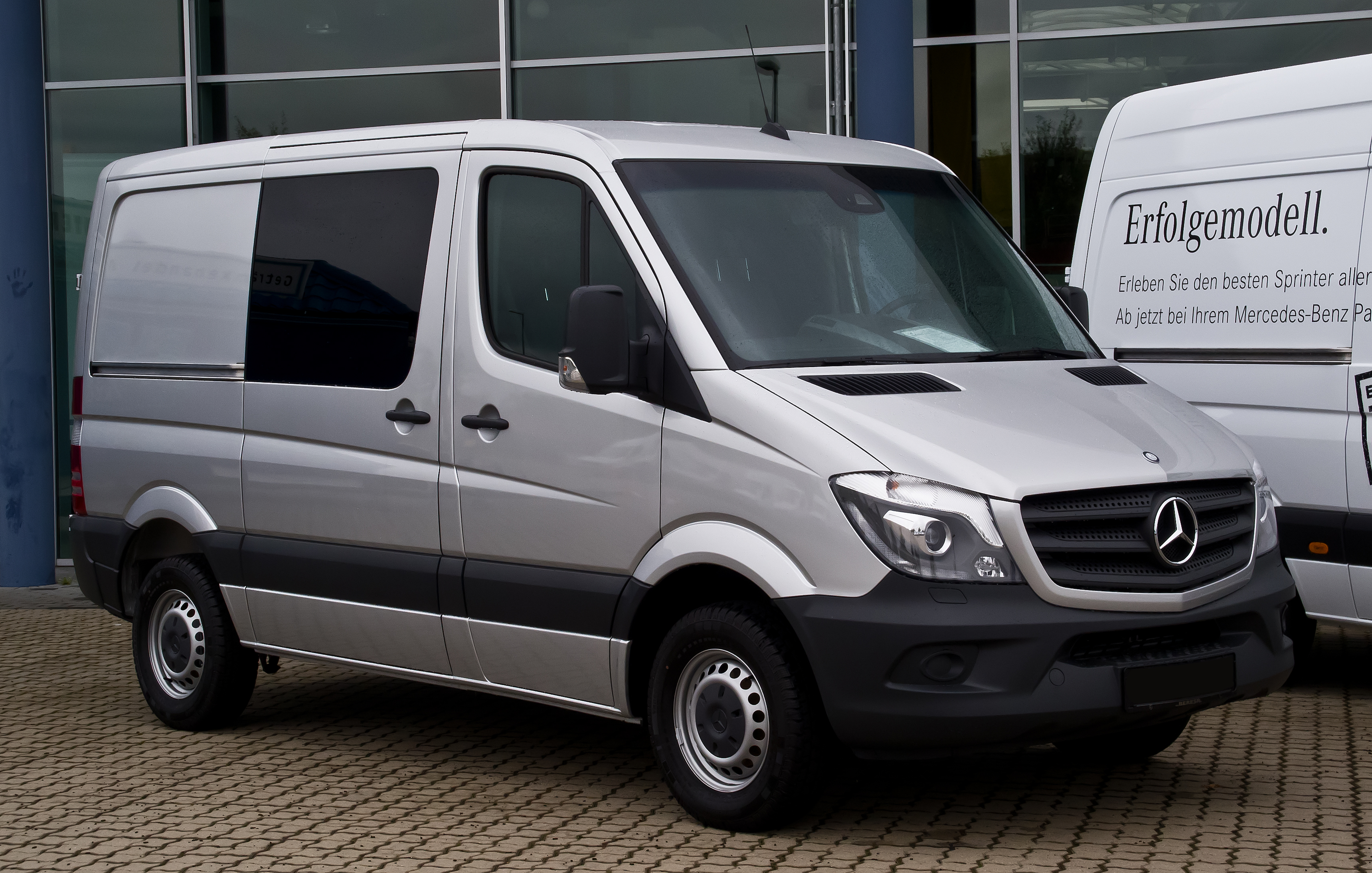
Mercedes-Benz Sprinter II po liftingu

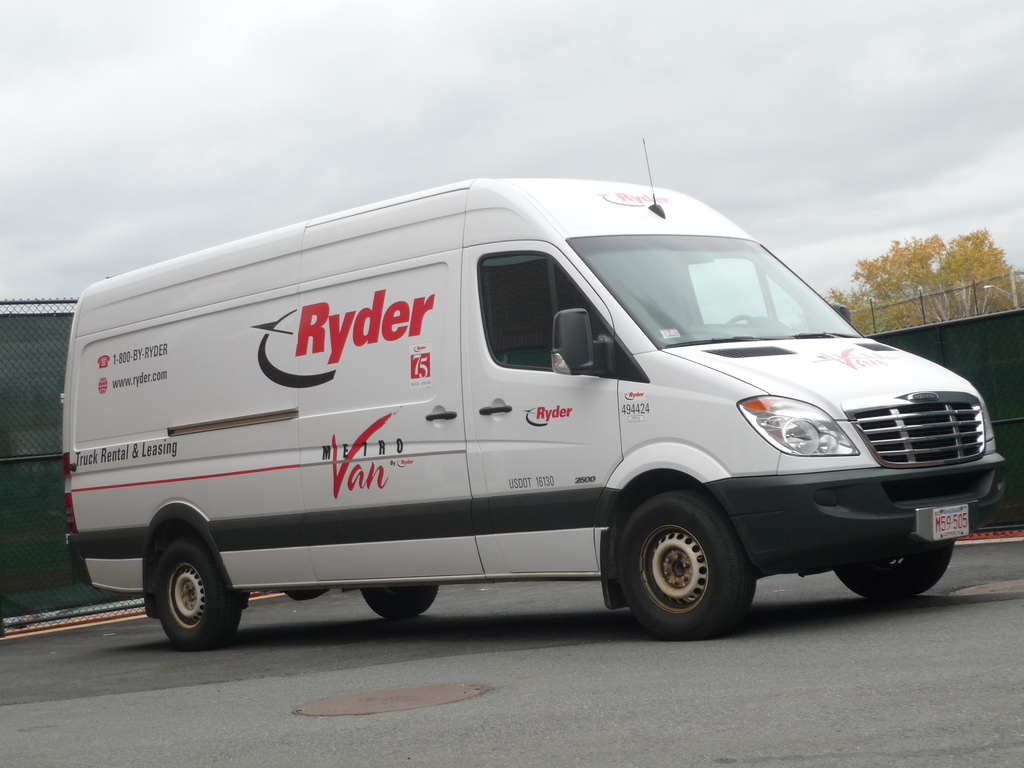
amerykański Freightliner Sprinter II

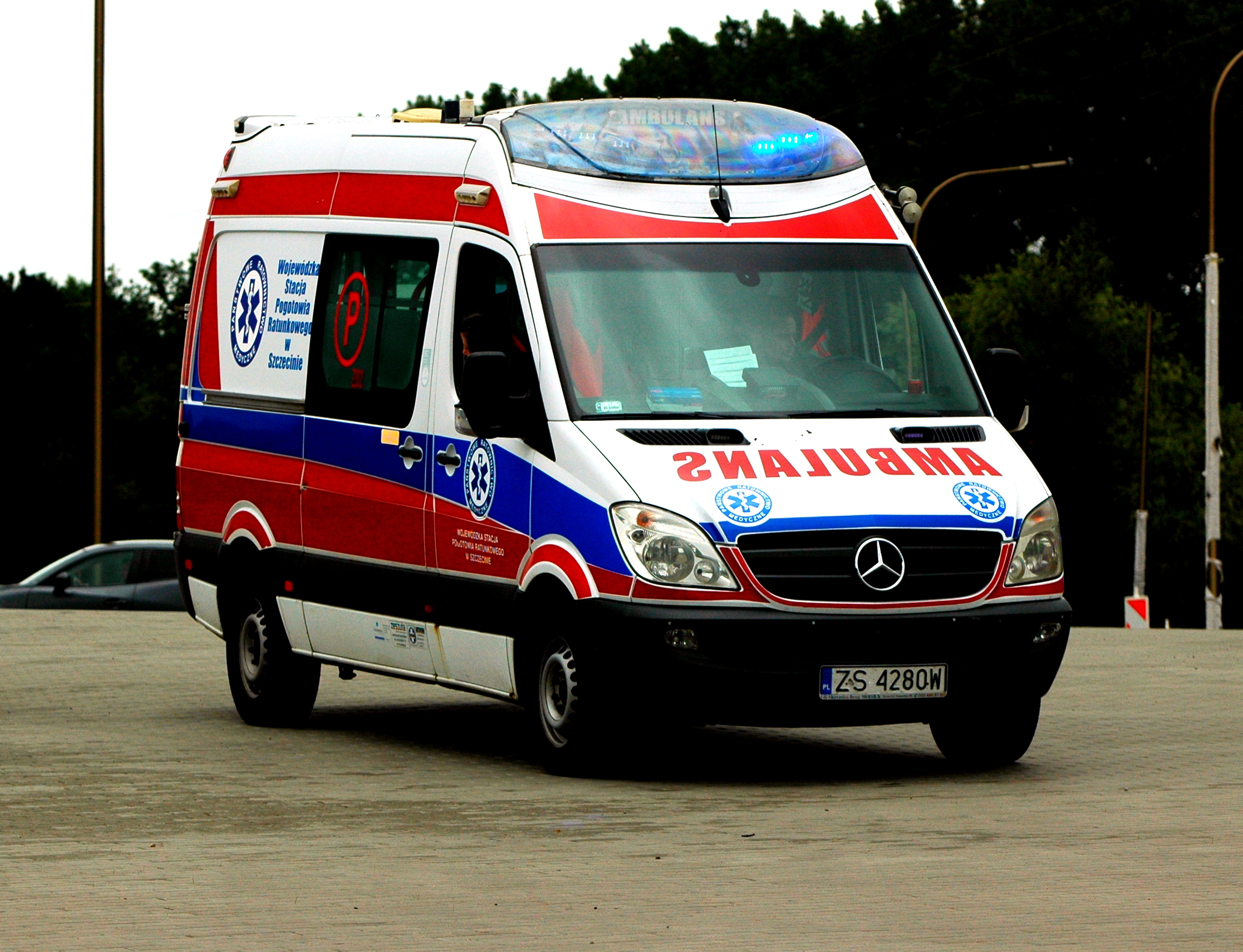
Wersja dla pogotowia

Mercedes-Benz Sprinter II został zaprezentowany po raz pierwszy w 2006 roku.
Przedseria II generacji Sprintera została wyprodukowana w 2006 roku i pokazana na wystawie RAI Amsterdam wraz z bliźniaczym Volkswagenem Crafterem. Już wtedy pokazano, że nowy model będzie obejmować DMC od 3 do 5 ton, a poza nimi pojawi się wersja o obniżonej masie całkowitej do 4,6 t z ogumieniem pojedynczym tylnej osi Super Single, dzięki któremu łatwiej załadować tylnymi drzwiami paletę do furgonu, a także rozplanować miejsca przy zabudowie autobusu – wszystko dzięki ok. 1300 mm szerokości między wnękami kół tylnych. Nie jest to jedyną zaletą tego rozwiązania (inne to np. mniejsza masa i opory toczenia), dlatego 4600 kg DMC i ogumienie pojedyncze tylnego mostu mogą mieć także podwozia pod zabudowę (oraz z fabryczną skrzynią ładunkową).
Nowy Sprinter urósł w każdym wymiarze; obecny bazowy model znaczne przekracza 5 m długości, ale ma dzięki temu 7,5 m³ objętości ładunkowej. Do furgonów i podwozi o trzech długościach nadwozia (opartych jednak na już większym rozstawie osi) dodano czwarte: wydłużono tylny zwis wersji z największym rozstawem osi, osiągając do 17 m³ objętości ładowni (przy zastosowaniu super wysokiego dachu laminatowego – kolejna istotna nowość) oraz 4700 mm długości ładowni. Identyczną gamę nadwozi oferuje zresztą bliźniaczy VW Crafter. W seryjnym wyposażeniu znalazły się dotychczas opcyjne pozycje bezpieczeństwa czynnego: ESP z ABS, ASR, MSR, BAS i EBD, poduszka powietrzna dla kierowcy. Nowy, adaptacyjny ESP, wylicza położenie środka ciężkości pojazdu, który w przeciwieństwie do samochodów osobowych ulega częstym przemieszczeniom. Jako opcja wciąż są dostępne kurtyny powietrzne oraz poduszki boczne (te drugie tylko przy 2 osobnych przednich fotelach). Akumulator nowego Sprintera znajduje się w podłodze pod nogami kierowcy, czyli w strefie nie narażonej na zgniecenie w czasie wypadku, zapewniając dopływ zasilania do airbagów oraz np. centralnego zamka, odryglowującego drzwi po wypadku.
Wśród pozostałych pozycji na życzenie dostępny jest system MSS, wyłączający silnik po 3 sekundach postoju, dostępny tylko do pojazdów z manualną skrzynią biegów, ponieważ wznowienie pracy silnika następuje w nim po naciśnięciu pedału sprzęgła lub w sytuacji, gdy pojazd zaczyna się staczać – tutaj konieczne jest zapewnienie przez pracujący silnik działania wspomagania hamulców i kierownicy. Napęd na cztery koła występuje także w wersji z reduktorem terenowym i podobnie, jak wcześniej, nie jest dostępny dla najsłabszego silnika Diesla oraz benzynowego.
W nowym modelu zdecydowano się na zastąpienie 82 - konnego silnika 2.2 CDI 88 - konnym (oznaczenia 209 CDI, 309 CDI, 409 CDI i 509 CDI) montowanym wcześniej w Vito. Z mniejszego dostawczego Mercedesa pochodzi też kolejna istotna nowość – 150-konny silnik 2.2 CDI (oznaczenia 215 CDI, 315 CDI, 415 CDI i 515 CDI, od 2009 roku 216 CDI, 316 CDI, 416 CDI i 516 CDI), pełniący funkcję optymalnej jednostki pod względem zużycia paliwa, masy (wpływającej na większą ładowność) i mocy. Najmocniejszym dieslem jest silnik 3.0 V6 CDI o mocy 184 KM i momencie obrotowym 400 Nm, dostępnym w zakresie prędkości 1600 - 2600 obr./min. Jednak w rzeczywistości silnikiem o największej mocy jest 3,5 - litrowy benzynowy V6, stosowany w modelach oznaczonych jako 224, 324, 424 i 524; jego moc wynosi jednak więcej, niż 240 KM: dokładnie 258 KM jest dostępne przy prędkości obrotowej równej 5900 obr./min.
W 2009 roku wprowadzono nowe jednostki. Obecne jednostki 2.2 CDI noszą oznaczenie OM 651 DE22LA i mają pojemność skokową mniejszą tylko o 6 cm³, jednak są cięższe o 12 kg, głównie na skutek dodatkowych wałków i ich napędu. Moc najmocniejszego motoru wzrosła do 163 KM, rolę dawnych silników 88- i 109-konnych przejął nowy, o mocy 95 KM. Równolegle podwyższono o 4 KM moc trzylitrowego turbodiesla w układzie V6, jednak bez większych modyfikacji w konstrukcji.
Wprowadzone nowe silniki spełniają normę emisji spalin Euro 5, są seryjnie wyposażone w filtr cząstek stałych i bez przystosowania mogą spalać paliwo z 10% zawartością biokomponentu. Obniżenie w jednostkach 2,2-litrowych wartości obrotów, przy których osiągany jest maksymalny moment obrotowy, pozwoliło na zmniejszenie poziomu hałasu i zużycia paliwa.
Każdy Sprinter 316 CDI i 319 CDI może teraz ciągnąć 3,5-tonową przyczepę hamowaną, pod warunkiem zastosowania wzmocnionego haka holowniczego, DMC zestawu wzrosła bowiem do 7000 kg.
23 grudnia 2010 Rosyjski koncern GAZ podpisał umowę licencyjną na produkcję następcy serii GAZ Gazela. Ma bazować na Sprinterze i być produkowana od 2011 roku.

### Lifting
W 2013 roku auto przeszło face lifting. W aucie zmieniono przód auta oraz wzbogacono wyposażenie. Zmieniono m.in. przedni zderzak, niższy prześwit oraz przeprojektowano reflektory i grill. We wnętrzu zmieniono fotele na fotele z grubszą tapicerką, system audio Becker i zaktualizowano nawigację. Dodano system zapobiegający kolizji, system niwelujący wpływ bocznego wiatru, system ostrzegający o punkcie w martwym polu lusterek oraz asystenta pasa ruchu. Odświeżony Sprinter będzie dostępny z cztero- i sześciocylindrowymi dieslami o mocach od 90 KM do 190 KM. Pierwsze egzemplarze trafią do salonów we wrześniu. Nowe Sprintery spełniają normy emisji spalin Euro VI.

### Dane techniczne
| Rozstaw osi | Objętość ładowni (z dachem wysokim / superwysokim) | Długość ładowni | Długość pojazdu | Średnica zawracania |
| ----------- | -------------------------------------------------- | --------------- | --------------- | ------------------- |
| 3250 mm     | 7,5 m³ (8,5 m³)                                    | 2600 mm         | 5245 mm         | 12,3 m              |
| 3665 mm     | 9,0 m³ (10,5 m³ / 11,5 m³)                         | 3265 mm         | 5910 mm         | 13,6 m              |
| 4325 mm     | (14 m³ / 15,5 m³)                                  | 4300 mm         | 6940 mm         | 15,6 m              |
| 4325 mm     | (15,5 m³ / 17 m³)                                  | 4700 mm         | 7345 mm         | 15,6 m              |

| Silnik: układ i liczba cylindrów; oznaczenie wewn. MB i modeli | Pojemność skokowa | Moc maksymalna                     | Maks. moment obrotowy            |
| -------------------------------------------------------------- | ----------------- | ---------------------------------- | -------------------------------- |
| 2.2 CDI R4 OM 646: 209 CDI 309 CDI 409 CDI 509 CDI             | 2148 cm³          | 88 KM (65 kW) przy 3800 obr./min   | 220 Nm przy 1600 - 2600 obr./min |
| 2.2 CDI R4 OM 646: 211 CDI 311 CDI 411 CDI 511 CDI             | 2148 cm³          | 109 KM (80 kW) przy 3800 obr./min  | 280 Nm przy 1600 - 2400 obr./min |
| 2.2 CDI R4 OM 646: 213 CDI 313 CDI                             | 2148 cm³          | 129 KM (95 kW) przy 3800 obr./min  | 305 Nm przy 1200 - 2400 obr./min |
| 2.2 CDI R4 OM 646: 215 CDI 315 CDI 415 CDI 515 CDI             | 2148 cm³          | 150 KM (110 kW) przy 3800 obr./min | 330 Nm przy 1800 - 2400 obr./min |
| 3.0 CDI V6 OM 642: 218 CDI 318 CDI 418 CDI 518 CDI             | 2987 cm³          | 184 KM (135 kW) przy 3800 obr./min | 400 Nm przy 1600 - 2600 obr./min |
| 1.8 R4 M 271 E 18 ML: 216 316 316 NGT                          | 1796 cm³          | 156 KM (115 kW) przy 5000 obr./min | 240 Nm przy 2500-5000 obr./min   |
| 3.5 V6 M 272 E 35: 224 324 424 524                             | 3498 cm³          | 258 KM (190 kW) przy 5900 obr./min | 340 Nm przy 2500 - 5000 obr./min |

| Silnik: układ i liczba cylindrów; oznaczenie wewn. MB i modeli    | Pojemność skokowa | Moc maksymalna                     | Maks. moment obrotowy            |
| ----------------------------------------------------------------- | ----------------- | ---------------------------------- | -------------------------------- |
| 2.2 CDI R4 OM 651: 210 CDI 310 CDI 510 CDI                        | 2143 cm³          | 95 KM (70 kW) przy 3800 obr./min   | 250 Nm przy 1400 - 2400 obr./min |
| 2.2 CDI R4 OM 651: 213 CDI 313 CDI 413 CDI 513 CDI                | 2143 cm³          | 129 KM (95 kW) przy 3800 obr./min  | 305 Nm przy 1200 - 2400 obr./min |
| 2.2 CDI R4 OM 651: 216 CDI 316 CDI 416 CDI 516 CDI                | 2143 cm³          | 163 KM (120 kW) przy 3800 obr./min | 360 Nm przy 1400 - 2400 obr./min |
| 3.0 CDI V6 OM 642: 219 CDI 319 CDI 419 CDI 519 CDI                | 2987 cm³          | 190 KM (140 kW) przy 3800 obr./min | 440 Nm przy 1600 - 2600 obr./min |
| 1.8 R4 M 271 E 18 ML: 216 316 316 NGT (CNG) 216 316 316 LGT (LPG) | 1796 cm³          | 156 KM (115 kW) przy 5000 obr./min | 240 Nm przy 3000-4000 obr./min   |
| 3.5 V6 M 272 E 35: 224 324 424 524                                | 3498 cm³          | 258 KM (190 kW) przy 5900 obr./min | 340 Nm przy 2500 - 5000 obr./min |

## Trzecia generacja

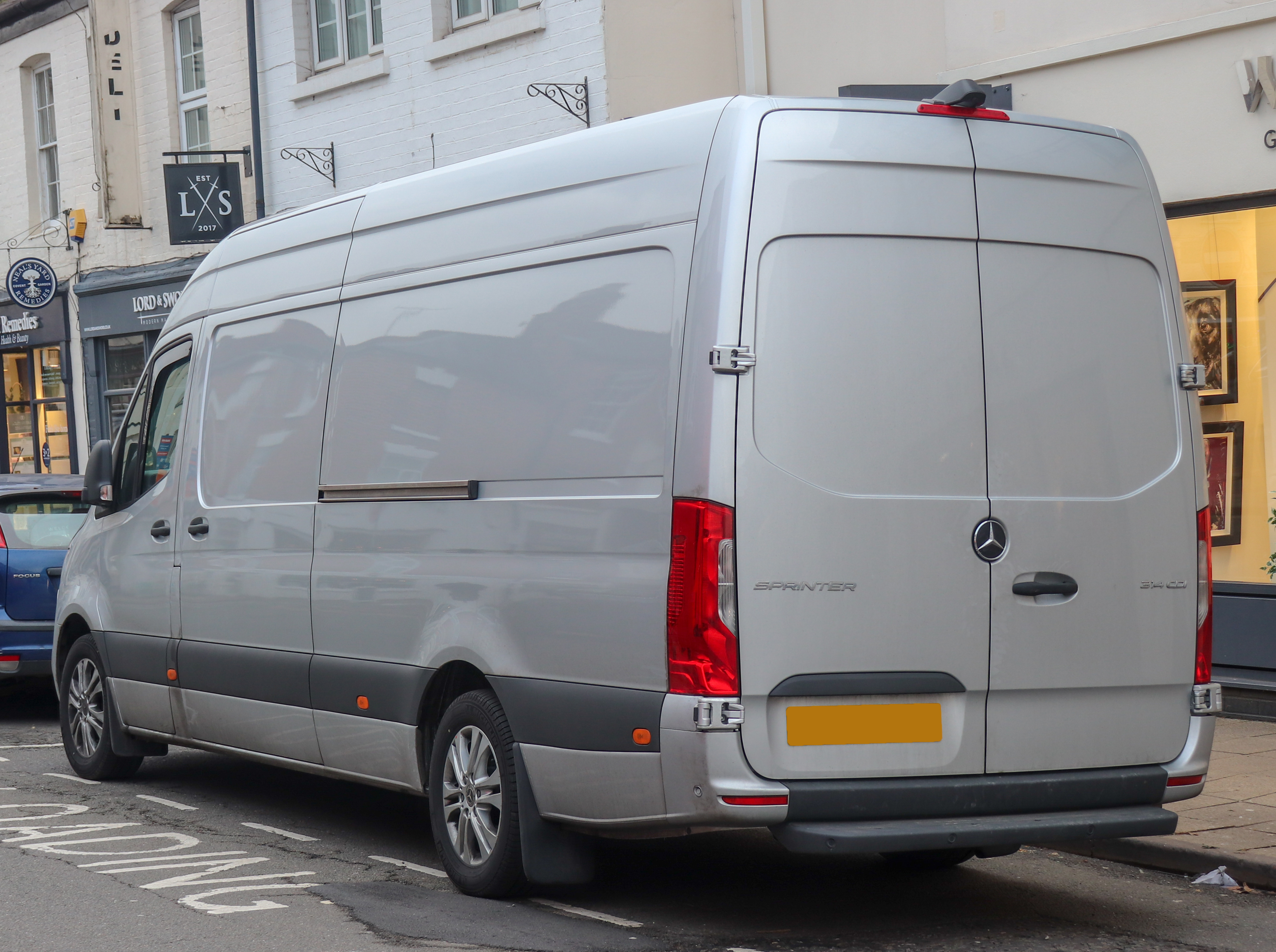
Mercedes-Benz Sprinter III – tył

Mercedes-Benz Sprinter III został zaprezentowany po raz pierwszy w 2018 roku.
Trzecia generacja Sprintera została przedstawiona w lutym 2018 roku, co poprzedziło zaprezentowanie fotografii kokiptu w grudniu 2017. Jest to całkowicie nowa konstrukcja, powstała po raz pierwszy bez udziału Volkswagena jako samodzielny projekt Mercedesa – co producent zapowiedział już w 2013 roku podczas prezentacji Sprintera poprzedniej generacji po liftingu. Pod kątem stylistycznym, samochód przeszedł ewolucję, otrzymując nawiązania do wyglądu osobowych pojazdów marki. Ukazują to np. wąskie reflektory. Jest to również pierwszy model Sprintera z możliwością wyboru napędu na przednią oś (W910).
Mercedes twierdzi, że podczas konstruowania trzeciej generacji Sprintera konsultował się z potencjalnymi klientami. Z tego względu samochód dostosowano do różnego rodzaju sposobów użytkowania, wliczając w to zabudowy, wersje dostawcze i busy. Sprinter III trafił do oficjalnej sprzedaży w połowie 2018 roku w ponad 130 państwach świata.
Równolegle z wersją spalinową, Mercedes zaprezentował także model o napędzie elektrycznym o nazwie e-Sprinter. Wyróżnia się on zasięgiem wynoszącym 160 kilometrów i prędkością maksymalną 90 km/h.